# Fritillaria pinetorum
Fritillaria pinetorum là một loài thực vật có hoa trong họ Liliaceae. Loài này được Davidson miêu tả khoa học đầu tiên năm 1908.